# 何塞·安东尼奥·阿隆索
何塞·安东尼奥·阿隆索·苏亚雷斯（西班牙語：José Antonio Alonso Suárez，1960年3月28日—2017年2月2日）是西班牙法官，工人社会党政治人物。前任西班牙国防大臣、内政大臣。

## 生平
1960年3月28日出生于莱昂。1982年获得莱昂大学法律学位。1984年开始职业生涯，先后在托雷拉韦加、桑托尼亚（坎塔布里亚）和潘普洛纳（纳瓦拉）地方法院任职。1988年升格为法官，被分配到大加那利岛拉斯帕尔马斯省级法院工作，一年后被调至马德里省级法院刑事诉讼庭。2001年起，是司法权总委员会成员，2004年之前担任发言人。
2004年工人社会党赢得大选后，他出任萨帕特罗内阁的内政大臣。在2004年3月11日马德里连环爆炸案的处理上与前任内政大臣安赫尔·阿塞韦斯产生了激烈矛盾。2006年4月，他在内阁改组中转任国防大臣，是首位担任该职位的法官。2008年3月成为西班牙工人社会党在众议院发言人，其国防大臣职位由卡梅·查孔接替。
2011年6月突然中风入院，在接受治疗后逐渐康复。2012年12月宣布因为个人和家庭原因退出政坛，但此后不久又到马德里省级法院担任法官。2017年2月2日因肺癌在马德里去世。

## 荣誉
- 大十字级圣雷蒙多·德佩尼亚福特勋章（2009年）[7]